# Pannarano
Pannarano ist eine italienische Gemeinde mit 1986 Einwohnern (Stand 31. Dezember 2023) in der Provinz Benevento in Kampanien. Ihre Fläche beträgt 11 km². Der Ort ist Teil der Bergkommune Comunità Montana Partenio - Vallo di Lauro.
Die Nachbargemeinden sind Avella (AV), Pietrastornina (AV), Roccabascerana (AV), San Martino Valle Caudina (AV), Summonte (AV). Die Ortsteile lauten Borreca Caputi, Bosco Capitoli, Canate, Cuti, San Nicola und Selvetelle.